# Blitta

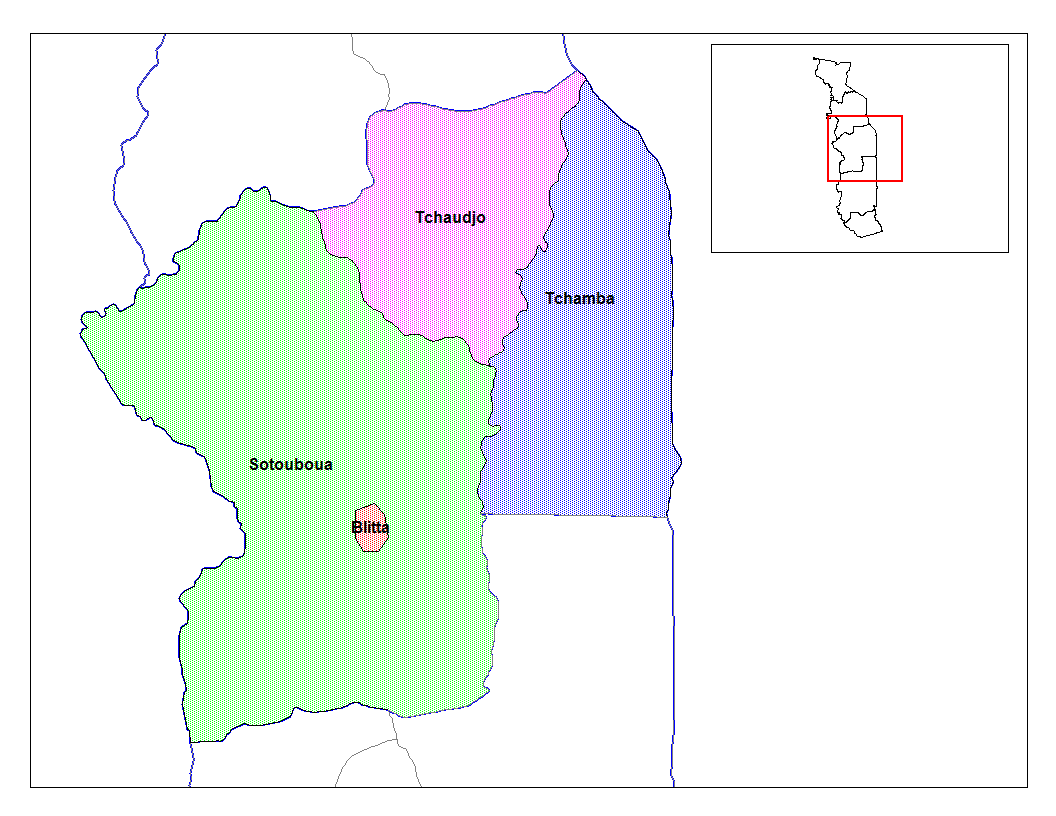
Prefeituras da Região Central

Blitta é uma prefeitura localizada na Região Central do Togo. 